# Stéphanie Brillant
Stéphanie Brillant est une journaliste, réalisatrice et productrice française.

## Biographie
Stéphanie Brillant a été formée à l'EFAP. Elle a travaillé pour France 5 de 2002 à 2004 tout en collaborant jusqu'en 2006 à TV5 Monde, Canal+ / i>Télé. Présentatrice également du magazine politique de MTV, MTV Présidentielles, ainsi que des Dossiers de Téva sur Téva. 
Elle travaille ensuite pour la chaîne d'information internationale France 24. Elle présente aussi le magazine Une semaine en Asie. 
Stéphanie Brillant a créé en 2007 sa propre société de production She is the boss Innertainment. Devenue Innertainment, la société ne produit que des programmes liés au développement du potentiel humain[réf. souhaitée].
En 2015, Brillant part s’installer à Los Angeles[réf. souhaitée].
En 2017, elle produit et réalise son premier long métrage documentaire en langue anglaise Brainious, sorti aux États-Unis en novembre 2017 et en France sous le titre Le Cerveau des Enfants - un potentiel infini.
Elle collabore à la chaîne de télévision June TV avec l'émission L'Incubateur June, une série docu-réalité consacrée aux jeunes femmes entrepreneures.